# Ana Comnena Ducena
Ana Comnena Ducena (em francês: Agnes; m. 4 de janeiro de 1286) foi a princesa consorte do Principado de Acaia de 1258 até 1278.

## Vida
Ana era uma filha do déspota do Epiro Miguel II Comneno Ducas (r. 1230–1266/68) com sua esposa Teodora. Em 1258, ela casou-se com o príncipe da Acaia Guilherme II de Vilearduin em Patras, enquanto sua irmã Helena casou-se com o rei da Sicília Manfredo de Hohenstaufen. Estes casamentos foram parte duma teia de alianças dirigida contra o Império de Niceia, cuja expansão ameaçou os interesses epirotas, que reclamavam a herança imperial bizantina, e a existência dos Estados latinos da Grécia. Os movimentos diplomáticos e militares que se seguiram levaram á derrota subsequente da aliança epirota-latina na Batalha de Pelagônia em 1259.
Ana era a terceira esposa de Guilherme II. Guilherme II não teve filhos com suas primeiras duas esposas, mas Ana deu-lhe duas filhas, Isabel e Margarida. Após a morte de Guilherme II em 1278, por ele não ter varões, e segundo o Tratado de Viterbo, o título principesco passou ao rei da Sicília, Carlos de Anjou. Ana herdou o domínio patrimonial dos Vilearduin, a Baronia de Calamata e a fortaleza de Clemutsi, que ela havia recebido como dote de Guilherme. Ela também tornou-se guardiã de sua filha mais jovem Margarida, enquanto Isabela havia se casado com Filipe, filho de Carlos de Anjou, e partido para a Itália, onde permaneceu mesmo após a morte de seu esposo em 1277.
Em 1280, Ana casou-se pela segunda vez, agora com o rico senhor de metade de Tebas, Nicolau II de Saint Omer. Isso preocupou o rei Carlos, que estava desconfortável de ver Clemutsi, o mais forte castelo da Acaia, e Calamata, que compreendeu algumas das terras mais férteis do principado, nas mãos dum vassalo já poderoso. Assim, após negociações, em 1282 Ana trocou seus domínios com terras em várias partes da Messênia. O casamento de Ana com Nicolau não gerou crianças, e ela morreu em 4 de janeiro de 1286, sendo enterrada ao lado de seu primeiro marido na Igreja de São Jacó em Andravida.